# Katelyn Tarver
Katelyn Marie Tarver, född 2 november 1989 i Glennville i Georgia, är en amerikansk skådespelare och sångerska.
Bland hennes roller märks de som Jo Taylor i tv-serien Big Time Rush, Natalie i tv-serien No Ordinary Family och Mercedes i tv-serien The Secret Life of the American Teenager.

## Film och TV
- American Juniors
- Big Time Rush
- No Ordinary Family
- The Secret Life of the American Teenager
- Dead on Campus
- Famous in Love
- Babysitter's Nightmare
- Ballers
- Songland
- Twentyfiveish

### Fotnoter
1. ↑  Internet Movie Database, IMDb-ID: nm1429588co0047972, läst: 16 juli 2016.[källa från Wikidata]